# Кручек, Лукаш
Лу́каш Кру́чек (пол. Łukasz Kruczek; род. 1 ноября 1975 года) — польский прыгун с трамплина и тренер. Многократный чемпион Универсиад.

## Карьера
Прыгать на лыжах Лукаш Кручак начал с шести лет. В юниорском возрасте занимался лыжным двоеборьем, трижды был чемпионом Польши в своей возрастной категории, завоёвывал «бронзу» на национальном первенстве среди взрослых. При этом высоких результатов Кручек добивался в основном благодаря хорошему выступлению на трамплине, поэтому поляк принял решение перейти в прыжки с трамплина.
В Кубке мира дебютировал 23 января 1996 года в Закопане в качестве прыгуна национальной группы и занял на дебютном этапе 45-е место. Через год без особого успеха дебютировал на чемпионате мира в Тронхейме (46-е место на большом трамплине). Зато на Универсиаде в корейском Муджу Кручек завоевал золотую медаль. Универсиады оказались для поляка самым удачным турниром. За четыре турнира он выиграл четыре золотые медали в личном зачёте и одну бронзу в составе команды.
В 1998 году Кручек, ни разу не набиравший кубковые очки, дебютировал на Играх в Нагано. В личном турнире на большом трамплине он стал 45-м, вместе с командой занял 9-е место.
Первые кубковые очки в карьере поляк набрал на домашнем этапе в Закопане в январе 1999 года, став 25-м. В 2002 году вышел в сосав сборной на Олимпийские игры, но остался запасным и ни разу не вышел на старт.
Завершил карьеру в 2003 году, после чего перешёл на тренерскую работу. Был ассистентом главного тренера сборной Польши Хайнца Куттина.
В 2008 году возглавил сборную Польши. Под его руководством раскрылся талант Камила Стоха, который открыто поддерживал Кручека даже когда сборная выступала не слишком успешно. На чемпионате мира 2013 года в Валь-ди-Фьемме Стох выиграл личное золото, а сборная Польши стала третьей в командном турнире. Во итогам 2013 года Кручек получил приз лучшему тренеру Польши. В следующем сезоне Камил Стох выиграл Кубок мира, стал абсолютным олимпийским чемпионом. Это принесло Кручеку второе подряд звание лучшего тренера года (на этот раз он разделил этот титул с волейбольным тренером Стефаном Антига).
В 2016 году Кручека во главе сборной Польши сменил Штефан Хорнгахер, а сам поляк возглавил сборную Италии.